# Toi et moi... et Dupree
Pour les articles homonymes, voir Dupree (homonymie).
Pour plus de détails, voir Fiche technique et Distribution.
Toi et moi… et Dupree ou Toi, moi et Dupree au Québec (You, Me and Dupree) est un film américain réalisé par Anthony et Joe Russo et sorti en 2006.

## Synopsis
Carl et Molly sont jeunes mariés. Carl invite son copain Randy Dupree, son premier témoin au mariage, à venir s'installer quelques jours chez eux. Dupree vient en effet de perdre son emploi, le logement et la voiture qui allaient avec et il a besoin d'un peu de temps pour remonter la pente.
La cohabitation ne va pas être simple, Dupree menant une vie de bohème et la situation au sein du couple va se compliquer également à cause des tensions entre Carl et son patron, qui est également son beau-père...

## Fiche technique
- Titre français : Toi et moi… et Dupree
- Titre québécois : Toi, moi et Dupree
- Titre original : You, Me and Dupree
- Réalisation : Anthony et Joe Russo
- Scénario : Michael LeSieur
- Musique : Theodore Shapiro
- Photographie : Charles Minsky
- Montage : Peter B. Ellis et Debra Neil-Fisher
- Décors : Barry Robison
- Direction artistique : Paul Sonski
- Costumes : Karen Patch
- Production : Mary Parent, Scott Stuber (en) et Owen Wilson
  - Production exécutive : Michael Fottrell, Aaron Kaplan et Sean Perrone
- Sociétés de production : Kaplan/Perrone Entertainment, MMCB Film Produktion 2004 et Road Rebel
- Sociétés de distribution : Universal Pictures (États-Unis), United International Pictures (France)
- Budget : 54 millions de dollars
- Pays de production :  États-Unis
- Langue originale : anglais
- Format : couleur — 1,85:1 — 35mm — son Dolby Digital / SDDS / DTS
- Genre : comédie
- Durée : 109 minutes
- Dates de sortie[1] : 
  - États-Unis : 14 juillet 2006
  - France : 8 novembre 2006

## Distribution
- Owen Wilson (VF : Axel Kiener ; VQ : François Godin) : Randolph « Randy » Dupree
- Kate Hudson (VF : Ingrid Donnadieu ; VQ : Camille Cyr-Desmarais) : Molly Thompson Peterson
- Matt Dillon (VF : Bruno Dubernat ; VQ : Gilbert Lachance) : Carl Peterson
- Michael Douglas (VF : Patrick Floersheim ; VQ : Luis de Cespedes) : Bob Thompson
- Seth Rogen (VF : Bernard Bollet ; VQ : Tristan Harvey) : Neil
- Amanda Detmer (VQ : Violette Chauveau) : Annie
- Ralph Ting (VF : Nathanel Alimi) : Toshi
- Todd Stashwick : Tony
- Bill Hader (VF : Cédric Dumond ; VQ : Joël Legendre) : Mark
- Lance Armstrong (VF : Cédric Dumond ; VQ : Daniel Roy) : lui-même
- Jason Winer : Eddie
- Sidney Liufau (VF : Jean-Luc Atlan) : Paco
- Harry Dean Stanton (VF : Philippe Dumond) : Curly (non crédité)

Sources et légendes : Version française (VF) sur RS Doublage et Version québécoise (VQ) sur Doublage.qc.ca.

## Production
Rachel McAdams et Ewan McGregor furent pressentis pour incarner Molly et Carl, rôles finalement confiés à Kate Hudson et Matt Dillon, tandis que le réalisateur Edgar Wright, approché pour diriger le film, a refusé de le mettre en scène. Il s'agit du second film avec un membre du Frat Pack auquel participe Lance Armstrong après Même pas mal! (Dodgeball), en 2004.

## Accueil

### Accueil critique
Dans l'ensemble des pays anglophones, Toi et moi... et Dupree a récolté des critiques variant de mitigées à négatives, puisqu'il obtient 21 % d'avis favorables sur le site Rotten Tomatoes, basé sur 165 commentaires et une note moyenne de 4.3⁄10 et un score de 46⁄100 sur le site Metacritic, basé sur 29 commentaires.

### Box-office
Toi et moi... et Dupree a rencontré un succès commercial, totalisant 130,4 millions de dollars de recettes au box-office mondial, dont 75,6 millions de dollars de recettes rien qu'aux États-Unis, pour un budget de production de 54 millions de dollars. En France, le film totalise près de 67 000 entrées.
| Pays ou région | Box-office      | Date d'arrêt du box-office | Nombre de semaines |
| -------------- | --------------- | -------------------------- | ------------------ |
| Mondial        | 130 431 368 USD | 6 février 2008             | ?                  |
| États-Unis     | 75 628 110 USD  | 5 octobre 2006             | 12                 |
| France         | 66 988 entrées  | 29 novembre 2006           | 3                  |

## Commentaire
Dans une scène du film, le personnage d'Owen Wilson traverse un parking à la recherche de Carl. On peut remarquer le van jaune présent dans le film Little Miss Sunshine, dont le tournage avait lieu au même endroit ce jour-là.